# Skógá
 (juillet 2014).
Si vous disposez d'ouvrages ou d'articles de référence ou si vous connaissez des sites web de qualité traitant du thème abordé ici, merci de compléter l'article en donnant les références utiles à sa vérifiabilité et en les liant à la section « Notes et références ».
La Skógá est un fleuve côtier (en islandais, le suffixe á signifie rivière ou fleuve) du sud de l'Islande, prenant sa source au Fimmvörðuháls, dans les contreforts de la vallée bordant les glaciers Eyjafjallajökull et Mýrdalsjökull, et terminant sa course dans l'océan Atlantique au sud-ouest du village de Skógar.

## Géographie
Le long de son cours, elle est parsemée d'innombrables chutes d'eau toutes impressionnantes et magnifiques, dont la célèbre Skógafoss, la dernière en aval avant d'arriver à l'océan. Une piste s'élance de cette dernière et remonte la rivière sur toute sa longueur, dévoilant une à une les chutes et cascades.

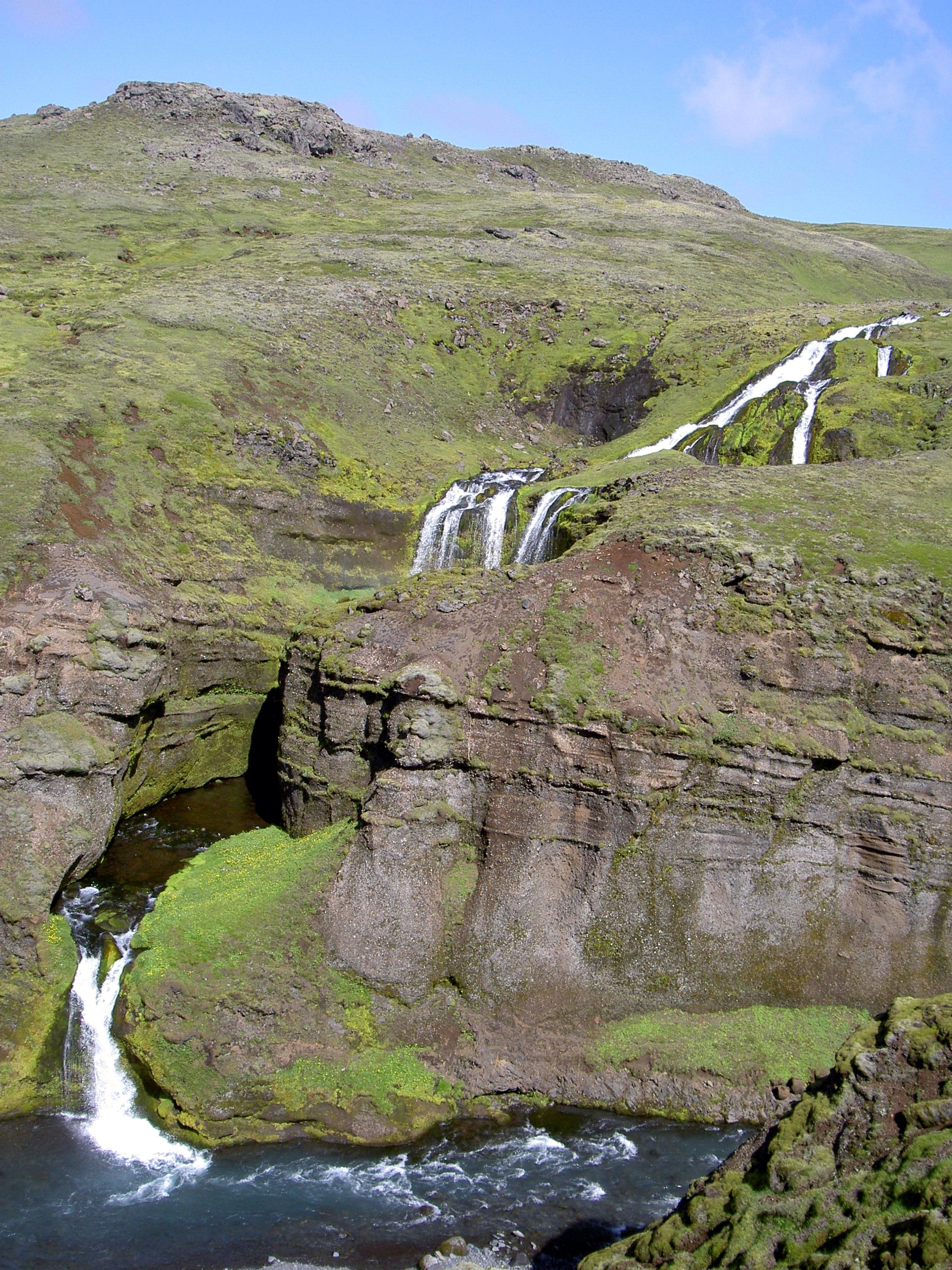
Petites chutes d'eau sur le cours de la Skógá.